# Längseinteilung (Holzbau)

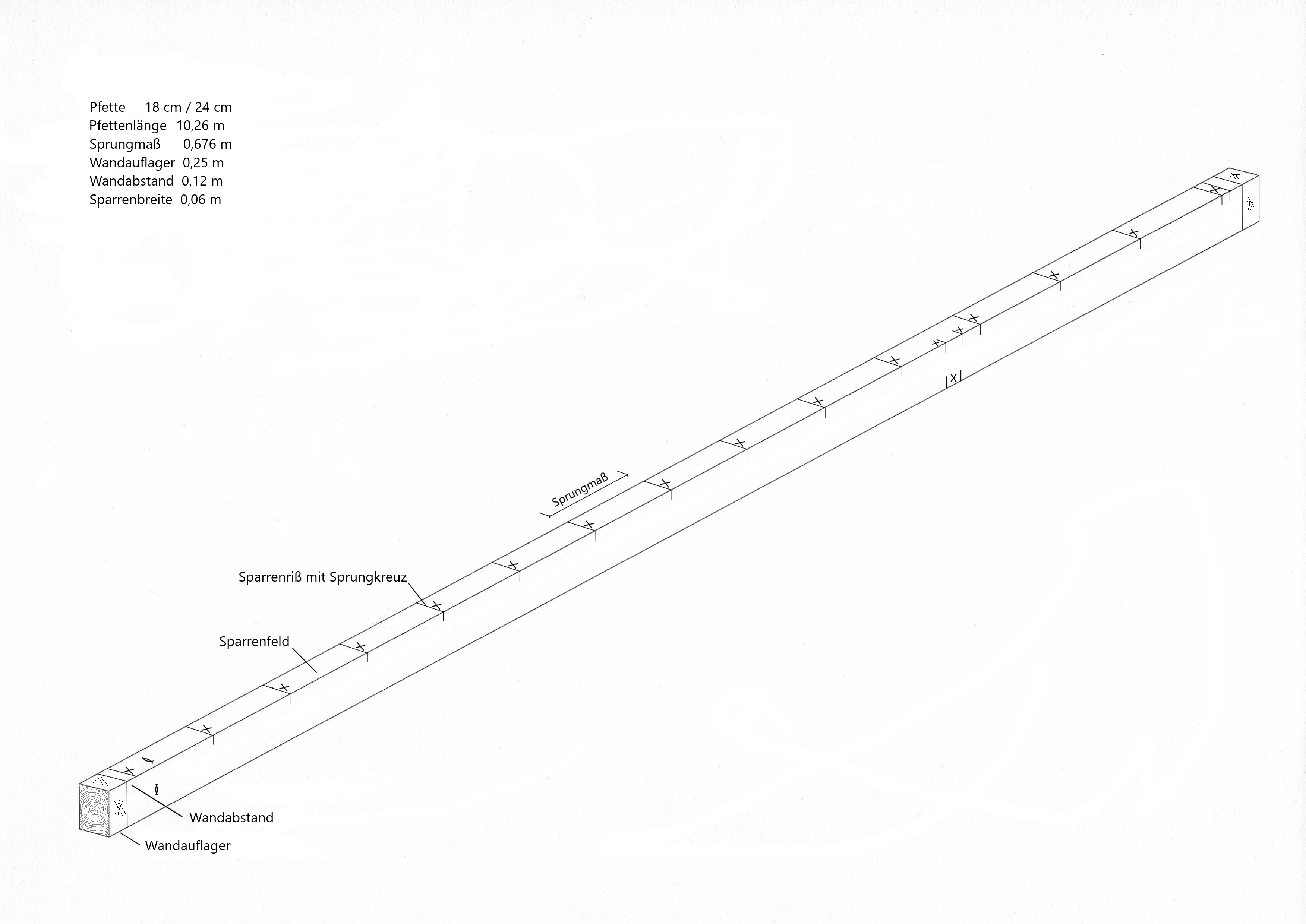
Längseinteilung für eine Dachsparrenlage auf einer Dachpfette

Als Längseinteilung bezeichnet man die Einteilung (Aufteilen) von Dachsparrenlagen, Holzbalkenlagen, Dachlattung, Zaunlattung und Geländer in gleich große Felder (Abstände) ohne Passfelder.
Im Holzrahmenbau, Holztafelbau und bei Leichtbauwänden haben die Rahmen und Ständer feste Abstände (Rastermaß) von 0,625 m, ein vielfaches vom Baurichtmaß 0,125 m. Je nach Wandlänge können auch Passfelder entstehen.

## Einteilungsmethode
Das Feldmaß, also der Abstand von einer Holzkante bis zur nächsten Holzkante, wird als „Sprungmaß“, „Maß über Holz“, „Bundmaß“ oder „Mit Einem“ bezeichnet. In diesem Maß ist eine Holzbreite enthalten, deshalb „Mit Einem“. Das Sprungmaß entspricht dem lichten Maß plus einer theoretischen Holzbreite und auch dem Achsabstand der Hölzer. Im Handwerk, besonders im Zimmerhandwerk, wird diese Einteilungsmethode bevorzugt, weil die praktische Holzbreite keinen Einfluss auf die Genauigkeit der Einteilung hat.

## Sprungmaßberechnung
Als Beispiel wird das Sprungmaß für eine einfache Sparreneinteilung zwischen zwei Giebelwänden berechnet. Zuerst ermittelt man die einzuteilende Länge: Gebäudelänge 10,49 m minus zweimal Giebelwandstärke 0,73 m minus zweimal Giebelwandabstand (Dämmung) 0,24 m und minus eine Sparrenbreite 0,06 m = 9,46 m. Diese einzuteilende Länge von 9,46 m teilt man durch ein vom Statiker vorgegebenes Einteilungsmaß (z. B. e ≤ 70 cm) und erhält die Anzahl der Felder = 13,5142, die immer aufgerundet werden = 14 Felder. Als letzter Schritt teilt man die einzuteilende Länge 9,46 m durch die Anzahl der Felder 14 und erhält das Sprungmaß = 0,676 m. (Anzahl der Sparren = 14 Felder + 1 = 15).
Aus dieser einfachen Berechnung ergibt sich ein lichtes Maß von Sprungmaß 0,676 m minus Sparrenbreite 0,06 m = 0,616 m, das für Zwischensparrendämmung (z. B. Klemmfilz 0,625 m) nach Baurichtmaß geeignet ist.